# Orthonama bistrigata
Orthonama bistrigata är en fjärilsart som beskrevs av Paul Dognin 1914. Orthonama bistrigata ingår i släktet Orthonama och familjen mätare. Inga underarter finns listade i Catalogue of Life.